# Château de Navarre
Pour les articles homonymes, voir Navarre.
Le château de Navarre désigne un site à 2 km d’Évreux dans le département de l'Eure où se succédèrent plusieurs châteaux.

## Origines
Un premier château avait été bâti en 1330 par Jeanne II de Navarre.

## Le château bâti pour le duc de Bouillon, comte d'Évreux

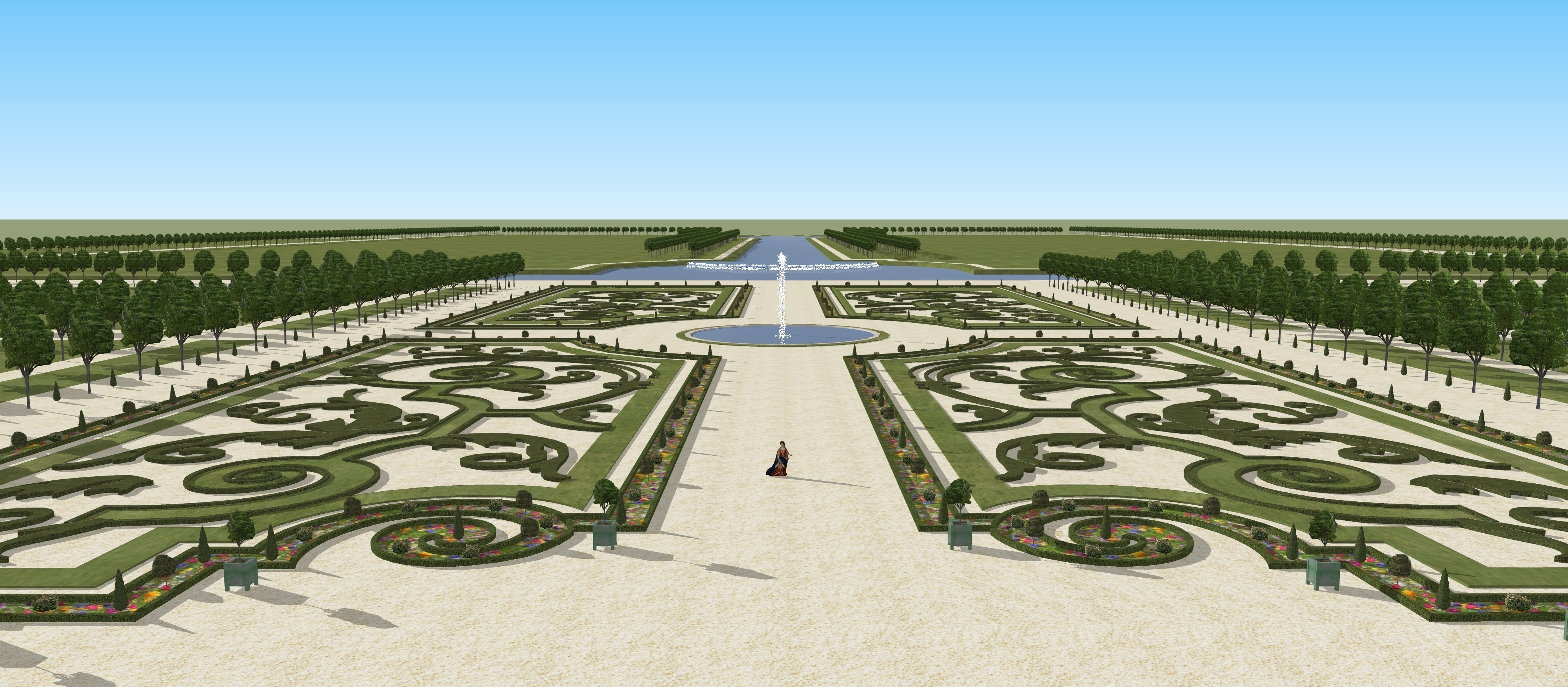
Restitution du grand parterre du château de Navarre, à Évreux, fin du XVIIe siècle.

Il fut reconstruit en 1686 par Jules Hardouin-Mansart pour Godefroy-Maurice de La Tour d'Auvergne, duc de Bouillon et comte d'Évreux. De superbes jardins furent alors créés ainsi qu'on les découvre sur le dessin de Boudan daté de 1702 (BNF), où l'on peut admirer un grand parterre de broderies au centre duquel se trouve une fontaine avec un grand jet d'eau. Un grand canal axé sur le château terminait la composition monumentale. Une grande nappe d'eau se deversait devant le bout du parterre, ce qui animait paisiblement le jardin avec un écoulement de l'eau fort doux, subtil et délicat. 
Godefroy Charles Henri de La Tour d'Auvergne y fait faire plusieurs aménagements jusqu'en 1786, parmi lesquels deux fabriques, un temple de l'Amour et un jardin d'Hébé. Les jardins, remaniés par des architectes anglais, comportent serres et orangerie.

## Le temps napoléonien: Joséphine à Navarre

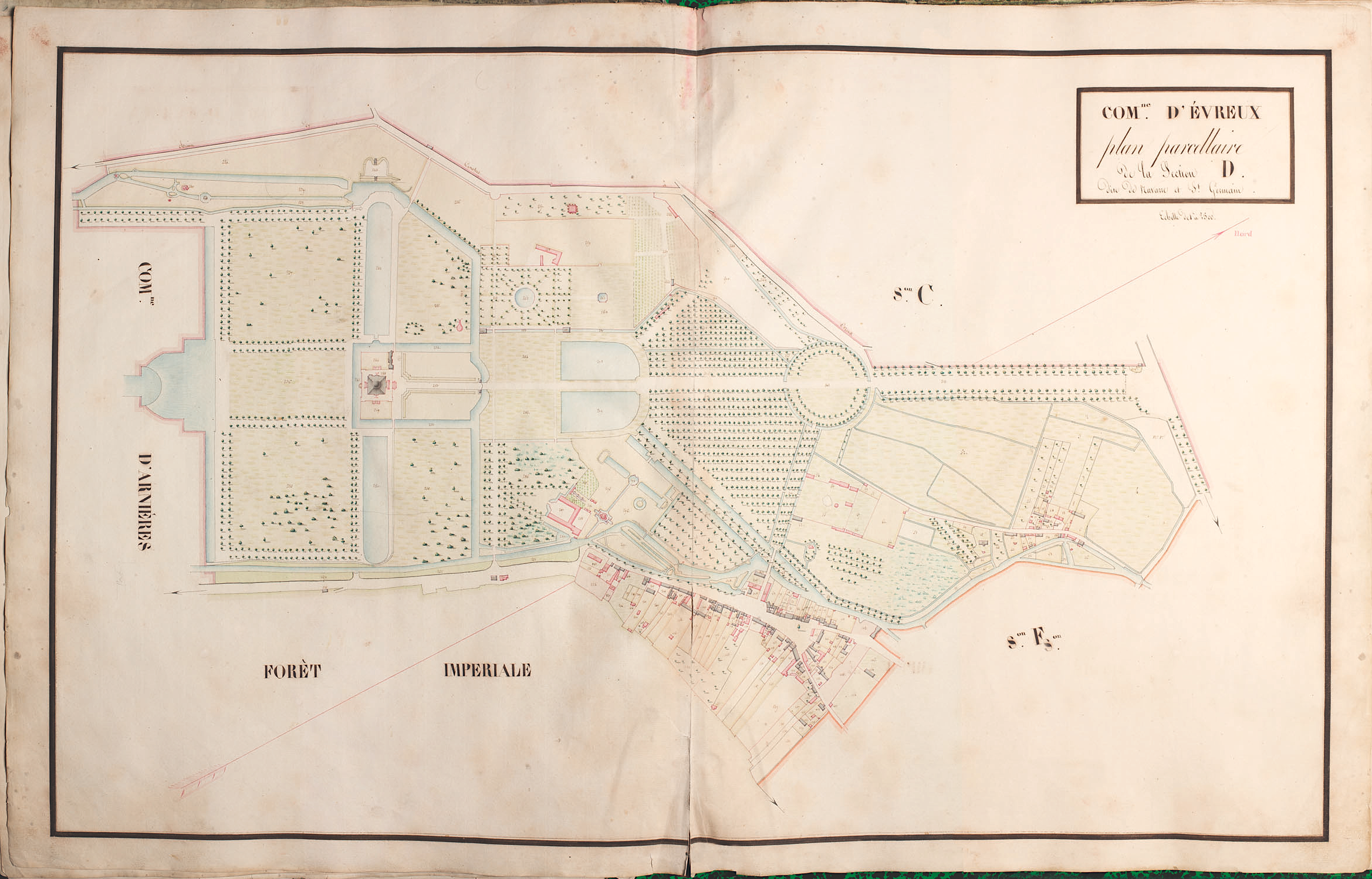
Domaine de Navarre. Plan Cadastral d'Évreux, section D. Archives départementales de l'Eure. Cote : 3 PL 182

Antoine Roy (1764-1847), le futur ministre des finances en fut administrateur pour le duc de Bouillon, puis en acheta la majeure partie. Il fut sommé de rendre ce bien immence à la France en 1808. 
En 1809, la vente en fut faite aux enchères, Napoléon s’en rendit adjudicataire, moyennant la somme de 900 000 francs. En 1810, après son divorce, il l’offrit en cadeau à l’Impératrice Joséphine, faite duchesse de Navarre, qui l’habita pendant deux ans. Il alla même la visiter trois fois dans son nouveau domaine. 
Joséphine s’était plu à embellir ces lieux, négligés depuis nombre d’années.
Elle allait fréquemment visiter son château. C’est dans ces lieux que, journellement et à toute heure, elle recevait une foule de familles qui ne subsistaient que de ses bienfaits. C’est là que, fréquentant désormais moins de monde, elle avait retrouvé des amis.
Le duc de Leuchtenberg, son petit-fils, autorisé par le Roi Louis-Philippe , vendit ce domaine en 1834 à un Dauvet (de la famille du marquis Desmarets, grand fauconnier de France), pour la somme de 1 200 000 francs environ. 

## Reconversion du site

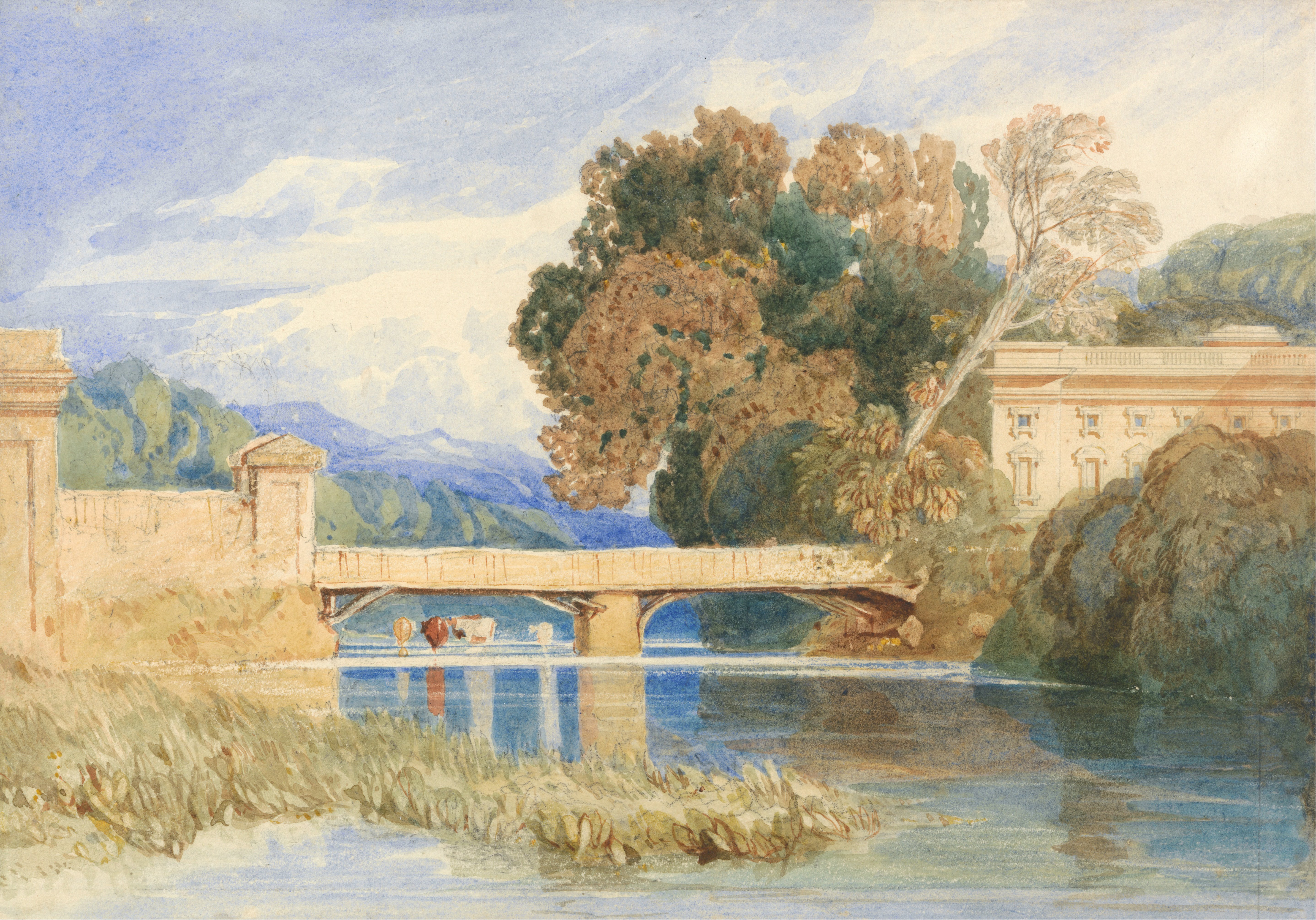
Dessin, œuvre de John Sell Cotman, vers 1830.

M. de Dauvet abattit le château en 1836, construisit une usine et vendit en détail terres et prairies.
Quant à la forêt d'Évreux, dépendant autrefois du domaine de Navarre, elle ne faisait pas partie de l'apanage de l'impératrice Joséphine. Cette forêt avait été vendue en détail, à peu près en même temps que le château, par les princes de Rohan, héritiers du dernier duc de Bouillon.
Sur l'emplacement du château se trouve aujourd'hui l'hippodrome d'Évreux et le quartier a pris le nom de « quartier de Navarre ».

## Source
- Marie-Anne Adélaïde Lenormand, Mémoires historiques et secrets de l'Impératrice Joséphine : Marie-Rose Tascher de la Pagerie, première épouse de Napoléon Bonaparte, vol. 3, L'auteur-éditeur, Dondey-Dupré père et fils, 1827, 2e éd. (lire en ligne) ;
- Amédée Renée, Les nièces de Mazarin : mœurs et caractères au XVIIe siècle, Firmin Didot frères, fils et Cie, 1858, 5e éd., 520 p. (lire en ligne) ;
- Procès-verbal de mise et prise de possession du domaine de Navarre pour l’impératrice Joséphine (en 1810), avec un état des bustes, statues et pièces en sculpture qui ornent le château et les jardins, etc., ainsi qu'un projet d’acte manuscrit en trois exemplaires différents (Archives nationales de France : MC/ET/CVIII/825)